# Zanina
Zanina é uma comuna da circunscrição de Cutiala, na região de Sicasso ao sul do Mali. Segundo censo de 1998, havia 5 824 residentes, enquanto segundo o de 2009, havia 7 492. A comuna inclui 3 vilas.